# ブルージーンズ メモリー (シングル)
「ブルージーンズ メモリー」は、近藤真彦の3作目のシングルレコード。1981年6月12日に発売された。発売元はRVC（現：ソニー・ミュージックレーベルズ）。

## 解説
映画『ブルージーンズ メモリー』（東宝）主題歌。
曲の大サビ後、「さよならなんて、言えないよ。バカヤロー!!!」と台詞を絶叫するが、これは近藤の考案。オリジナルは「好きだよ。好きだよ。好きだよー!」だったが、近藤が恥ずかしくて言えないと、前述の台詞に変更。ちなみに当時来日したエマニエル・ルイスは、本曲のためバカヤローという言葉を覚えたという。
カップリング曲の『青春ビーチ』は、マッチ本人が出演していたコニカカメラのCF曲の歌詞を変え、新たにアレンジをし直した曲。
1997年にはロック調にアレンジしたセルフカバーのベスト・アルバム『THE ROCK BEST』で、2006年には玉置成実がマッチのトリビュート・アルバム『MATCHY TRIBUTE』でカバーしている。
レーベルは前2作と異なり、通常のRCAレーベル。初回プレスのみ、ピンナップジャケット。更に、ステッカーが付いていた。

## 収録曲
- 両楽曲共に、編曲：馬飼野康二

1. ブルージーンズ メモリー（3分16秒）
作詞：松本隆／作曲：筒美京平
2. 青春ビーチ（3分00秒）
作詞：すずきひさし／作曲：馬飼野康二

## カバー
- 斎藤清六（1982年、アルバム『なんなんなんだ!?』収録）